# 東貴博の電話でGO!GO!
東貴博の電話でGO!GO!（あずまたかひろのでんわでゴー!ゴー!）は、ニッポン放送で2008年10月5日から2009年3月29日に放送されていたバラエティ番組。

## 概要
ナイターオフシーズンに放送された（ただし、クライマックスシリーズ、日本選手権シリーズ中継のため休止する場合がある）。放送時間は毎週日曜日18:30（JST） - 21:00（JST）の2時間半で、生放送。ただし、10月の数回は21:30まで放送された。
内容は東貴博がリスナーと電話でつなぎ、リスナーが1週間の出来事を東に報告し、その中での本音や悲しいことを話してもらうというもの。
パーソナリティの東貴博は、同局で「東貴博のヤンピース」のパーソナリティを2006年（平成18年）10月から2008年（平成20年）8月まで担当していた。
12月14日にはNHKの大河ドラマ『篤姫』の最終回にちなんでアズ姫と題して放送した。電話ではゲストとして大久保利通を演じていた原田泰造とトークをした。ドラマ放送後には、「暗殺されたそうですが大丈夫？」「もみあげはどうやって生やした？」など泰造の演技を少し無視したトークをした。
3月22日には電話でゲストとして東京マラソンを完走したニッポン放送の垣花正アナウンサーがプライベートで来ていた文京区の「けんざんかく」という焼肉屋から有楽町のニッポン放送スタジオの東とトークした。

## コーナー
- 19:15- つきじ喜代村すしざんまいpresents GO!GO!クイズざんまい
- 20:00- 8時ちょうどのぉ〜東にゴーゴー!クルクル・テレフォン
- 20:45- 誰も守ってくれない

## 箱番組
- 20:10 - 20:20頃 ミュージックファーム
  - パーソナリティ：吉田羊